# Heiligkreuzkloster von Soradir
Die Kirche zum Heiligen Kreuz bei Soradir (armenisch ՁՈՐԱԴԻՐԻ  Սբ. ԷՋՄԻԱԾԻՆ վանք) ist ein armenischer Klosterkomplex aus dem 6. Jahrhundert im Südosten der heutigen Türkei. Sie befindet sich im Dorf Yanal im Landkreis Başkale der Provinz Van.

## Geschichte
Das Kloster zum Heiligen Kreuz bei Sorador oder Dzoradir wurde nach Schlussfolgerungen von Tommaso Breccia Fratadocchi im 6. Jahrhundert von einem Schüler des Architekten des Sankt-Bartholomäus-Klosters errichtet. Tatsächlich gibt es keine Hinweise auf Bauwerke in diesem Gebiet vor dem 10. Jahrhundert. Fratadocchi hielt die Kirche von Soradir für das Vorbild der Heiligkreuzkirche von Akdamar aus dem Anfang des 10. Jahrhunderts, sehr wahrscheinlich war sie jedoch eine provinzielle Nachahmung.
An der Stelle lag eine Siedlung des Bezirks Metz Aghbak in der Provinz Vaspurakan im historischen Armenien. Gemäß den armenischen Inschriften in der Hauptkirche wurden die Kuppel und die westliche Mauerschwelle der Kirche im Jahre 582 mit der Unterstützung von Saro Mahtesi erneuert. Nach dem Völkermord an den Armeniern 1916 wurde das Kloster schwer beschädigt.